# Mazocari
Mazocari är en ort i Mexiko.   Den ligger i kommunen Sinaloa och delstaten Sinaloa, i den västra delen av landet, 1 200 km nordväst om huvudstaden Mexico City. Mazocari ligger 207 meter över havet och antalet invånare är 426.
Terrängen runt Mazocari är kuperad åt nordost, men åt sydväst är den platt. Runt Mazocari är det glesbefolkat, med 19 invånare per kvadratkilometer. Mazocari är det största samhället i trakten. I omgivningarna runt Mazocari växer huvudsakligen savannskog.